# Filarete

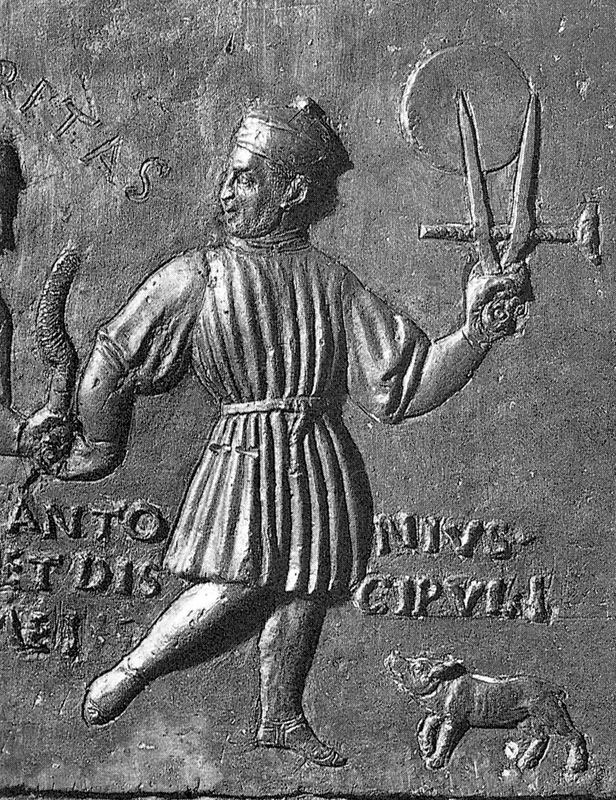
Autoritratto e firma sulla porta di San Pietro

Antonio di Pietro Averlino, o Averulino, detto il Filarete (Firenze, 1400 circa – Roma, 1469), è stato uno scultore, architetto e teorico dell'architettura italiano, che ebbe un ruolo importante nel primo sviluppo di alcuni concetti dell'architettura e dell'urbanistica rinascimentale e in particolare della "città ideale". Il soprannome di stampo umanistico con cui è prevalentemente noto, da lui stesso scelto, significa "colui che ama le virtù" e fu adottato solo nella maturità.

## Biografia

### Firenze e Roma
Fiorentino nacque attorno al 1400, e si formò nella bottega di Lorenzo Ghiberti dove probabilmente apprese la tecnica della fusione in bronzo partecipando alle lavorazioni delle porte del Battistero di San Giovanni. In seguito, intorno al 1433 si trasferì a Roma, dove papa Eugenio IV lo incaricò di realizzare i battenti bronzei per la porta centrale della Basilica di San Pietro, probabilmente a seguito del prestigio dell'apprendistato presso il Ghiberti. La cosiddetta "porta del Filarete" fu faticosamente realizzata tra il 1433 ed il 1445 in un periodo politicamente turbolento per Roma.
In essa i due battenti sono divisi in tre riquadri sovrapposti, in quello di sinistra dal basso: Martirio di Paolo, San Paolo, Cristo in trono; in quello di destra sempre dal basso: Martirio di Pietro, San Pietro che dà le chiavi a Eugenio IV, Madonna in trono; i riquadri sono incorniciati da girali animati con profili di imperatori e nell'intercapedine fra questi vi sono fregi con episodi del pontificato di Eugenio IV. La maturità figurativa delle formelle della porte di San Pietro, per quanto riguarda la concezione prospettica delle scene, non sembra all'altezza di quanto prodotto in analoghe esperienze scultoree fiorentine, risultando attardato su modi figurativi medievali.
Sembra abbia realizzato alcune sculture nell'antica basilica di San Pietro, non più esistenti. Sempre a Roma realizzerà una copia in bronzo di piccole dimensioni della statua equestre di Marco Aurelio ora conservata al Skulpturensammlung Staatliche Kunstsammlungen di Dresda. La statua fu donata dallo stesso Filarete a Piero di Cosimo de' Medici, padre di Lorenzo il Magnifico. 
Tra il 1447 ed il 1448 lasciò Roma in seguito alle disavventure per un'accusa di furto e viaggiò e lavorò in diverse città: a Firenze e Arezzo nel 1458 e l'anno seguente a Venezia. Nel 1449 fu probabilmente a Bassano del Grappa, dove il Comune gli aveva commissionato una preziosa croce processionale. Il Filarete fu infatti anche abile orafo e medaglista. Morì a Roma attorno al 1469.

### Milano

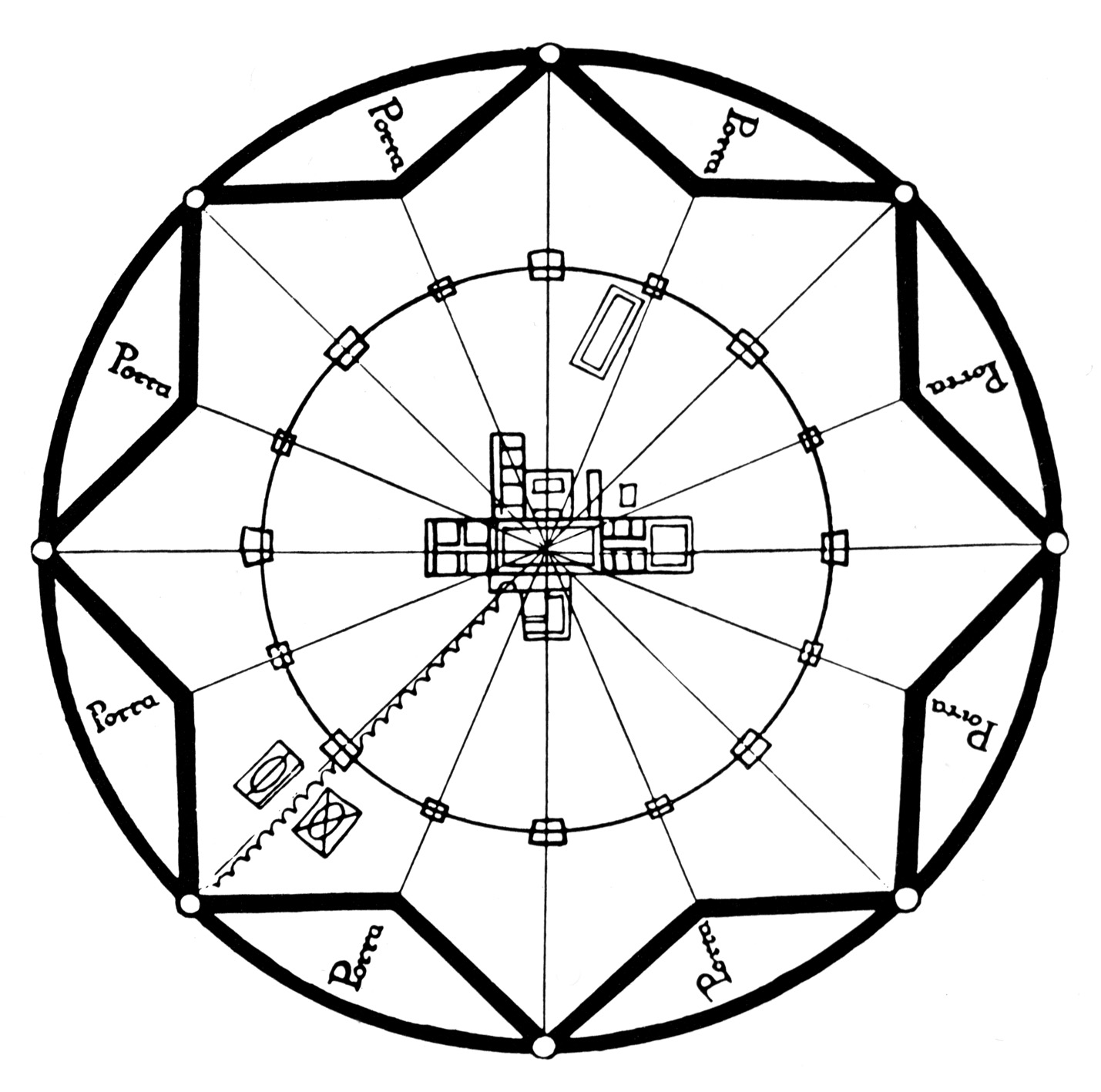
Filarete: Sforzinda

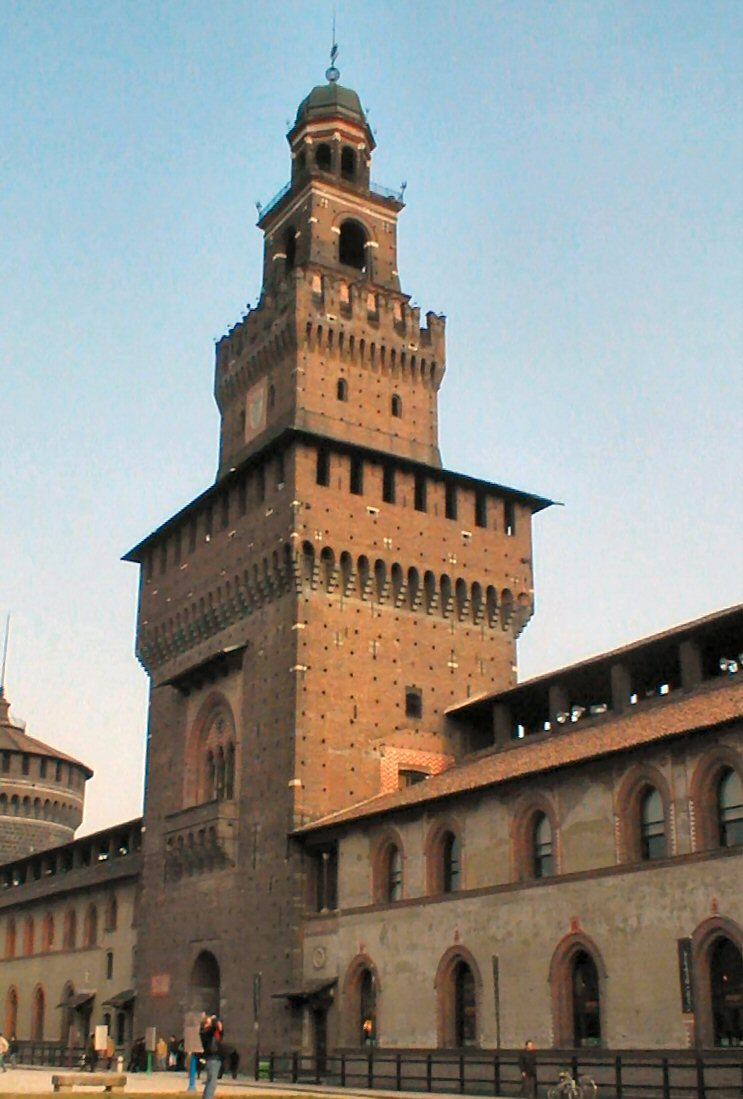
La torre del Filarete (Milano)

A partire dal 1451 Filarete fu a Milano, segnando la prima significativa presenza di un artista "rinascimentale" in città. A lui, raccomandato da Piero de' Medici, vennero affidate importanti commissioni, grazie al suo stile ibrido che conquistò la corte sforzesca. Egli infatti era un fautore delle linee nitide, ma non sgradiva una certa ricchezza decorativa, né applicava con eccessivo rigore la "grammatica degli ordini" brunelleschiana. Gli venne affidata la costruzione della torre del Castello (ricostruita ex novo all'inizio del XX secolo), del Duomo di Bergamo (ampiamente rimaneggiato) e dell'Ospedale Maggiore (1457-1465), la sua realizzazione più importante..
In questa ultima opera in particolare, legata a una volontà del nuovo principe di promuovere la propria immagine, si leggono con chiarezza le diseguaglianze tra il rigore del progetto di base, impostato a una funzionale divisione degli spazi e una pianta regolare, e la mancata integrazione con il minuto tessuto edilizio circostante, per via del sovradimensionamento dell'edificio. La pianta dell'Ospedale è quadrangolare, con due bracci ortogonali interni che disegnano quattro vasti cortili. Alla purezza ritmica della successione di archi a tutto sesto dei cortili, derivata dalla lezione di Brunelleschi, fa da contraltare un'esuberanza delle decorazioni in cotto (anche se in larga parte esse furono dovute probabilmente agli esecutori lombardi).
Lavorò inoltre, brevemente, per la Veneranda Fabbrica del Duomo. A Milano non riuscì mai ad affermarsi completamente, nonostante l'appoggio del duca, per la concorrenza degli architetti lombardi, capeggiati da Guiniforte Solari. Nel 1466 ritornò a Firenze. Poco si conosce dei suoi ultimi anni, tanto che, avendo egli progettato un viaggio in Oriente, è stata ipotizzata la sua morte a Costantinopoli, mentre probabilmente morì a Roma. Infatti il suo sepolcro si trova nella basilica di Santa Maria sopra Minerva.

## Il Trattato di Architettura
Tra il 1460 e il 1464 compose i primi 24 dei 25 libri (capitoli) del Libro architettonico, il trattato di Architettura dedicato a Francesco Sforza, composto sotto forma di dialogo tra l"architetto" e il "duca". 
Filarete dimostra di avere una certa conoscenza sia del De re aedificatoria di Leon Battista Alberti che del De architectura di Vitruvio che cita diverse volte e affronta con atteggiamento critico. Il trattato è scritto programmaticamente in volgare.
L'opera, seppure rimasta sotto forma di manoscritto, ebbe comunque una larga diffusione nella cultura della seconda metà del XV secolo, soprattutto in Lombardia, giungendo, tradotta appositamente in latino su richiesta di Mattia Corvino, fino a Budapest.
La trasmissione avvenne a partire da quattro manoscritti, due dei quali perduti o irreperibili.
L'unico manoscritto completo, seppure probabilmente non autografo, è il cosiddetto Codice Magliabechiano che dovrebbe corrispondere a una seconda versione, in cui compare il XXV libro, dedicata a Piero de Medici e redatta in occasione del suo ritorno a Firenze.
Il trattato contiene, tra l'altro, il piano della prima città ideale compiutamente teorizzata: Sforzinda, inserita in una cinta muraria a forma di stella a otto punte. L'opera di Filarete, al contrario del De re aedificatoria di Leon Battista Alberti, che affida la definizione delle indicazioni progettuali solo alla mediazione del testo, utilizza un gran numero di illustrazioni di sua mano, a cui il testo fa continuamente riferimento e che forse rappresentano l'elemento di maggior interesse del trattato.

## Il gusto per l'antico
Il Filarete fece proprio soprattutto lo studio e la rievocazione dell'antico. Fu uno dei primi artisti a sviluppare una conoscenza del mondo classico fine a sé stessa, dettata cioè da un gusto "antiquario", che mirava a ricreare opere in stile verosimilmente d'epoca, senza comprendere che la riscoperta dell'antico andava a configurarsi come canone universale dell'architettura. La sua riscoperta non fu filologica, ma piuttosto animata dalla fantasia e dal gusto per la rarità e la decorazione, arrivando a produrre un'evocazione fantastica del passato che gli valse il severo giudizio di Vasari per il suo manoscritto.

## Manoscritto Voynich

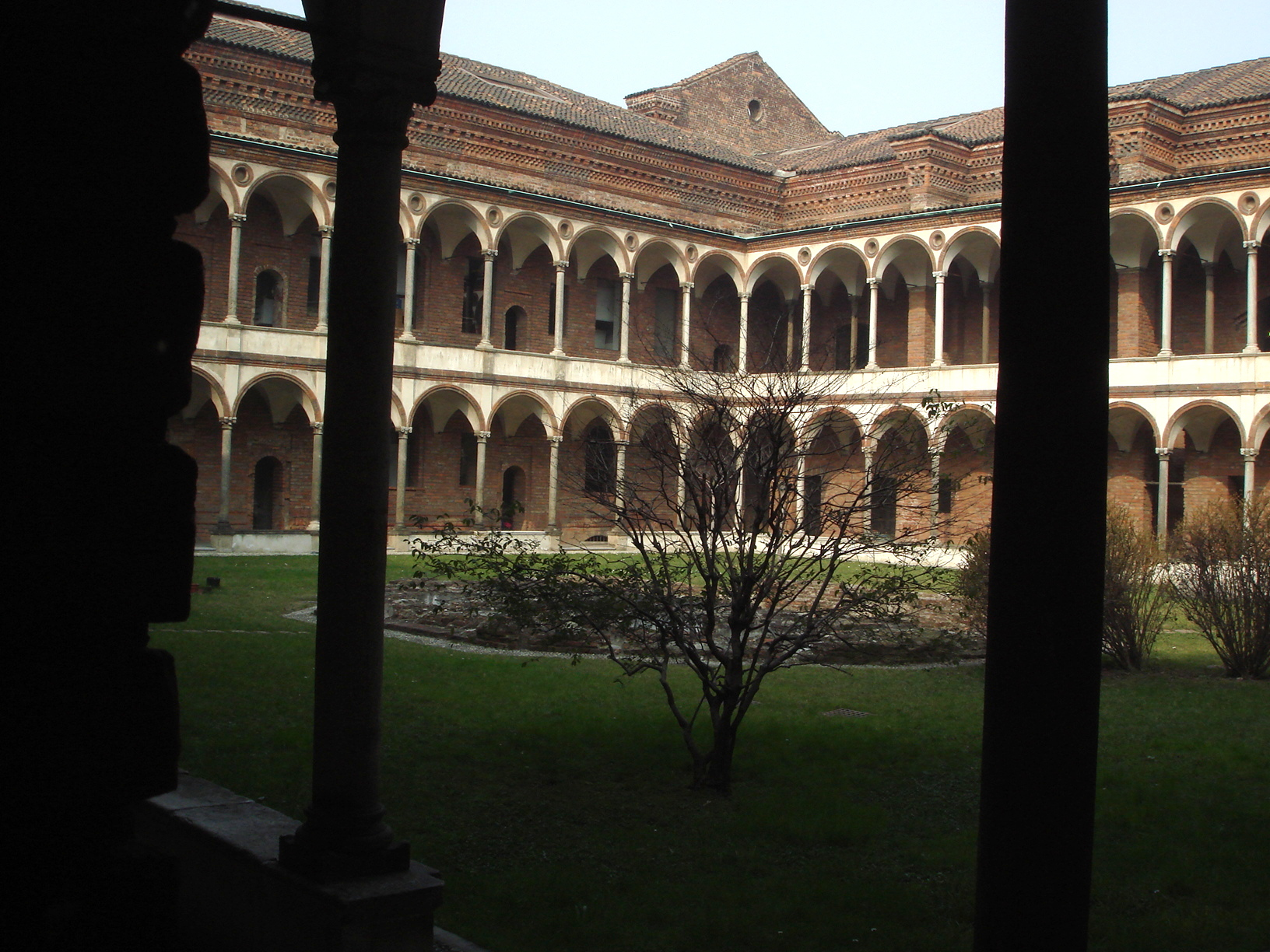
Il Chiostro dei Bagni nell'ex-Ospedale Maggiore di Milano

Secondo alcune ricerche, Filarete sarebbe l'autore del manoscritto Voynich, a scopo di spionaggio industriale ai danni della Serenissima e a favore della Sublime porta. Tale tesi si basa su un disegno che ricalca sia la conformazione della Torre del Castello Sforzesco – che porta il suo nome – che la forma dei merli dello stesso, di fattura ghibellina; inoltre alcuni disegni somigliano ad alcune tubature di terracotta e provviste di bicchiere di congiunzione che compaiono nell'Ospedale Maggiore di Milano, progettato da Filarete.
Anche alcune lettere del codice criptico della descrizione che accompagna la vasta produzione grafica sono le stesse che usava Francesco Sforza per i suoi messaggi segreti, un vero codice crittografico. Alcuni disegni di manufatti vitrei nel manoscritto sono molto somiglianti alla produzione di vetro di Murano, dando l'idea che il manoscritto fosse stato reso illeggibile per veicolare nell'Est Europa i segreti dei mastri vetrai muranesi, reato questo che Venezia puniva molto severamente.